# Herb Nowego Stawu
Herb Nowego Stawu – jeden z symboli miasta Nowy Staw i gminy Nowy Staw w postaci herbu.

## Wygląd i symbolika
Herb przedstawia na srebrnym tle symbol zielonej, trójlistnej rośliny wodnej. Tarczę herbową otacza czerwona bordiura.
Roślina ta występowała powszechnie w stawach, jeziorach i rzekach. Herb nawiązuje do pieczęci miasta z XIV wieku.